# Mamadou Zongo
Mamadou Zongo   (Bobo-Dioulasso, 8 d'octubre de 1980) és un exfutbolista de Burkina Faso de la dècada de 2000.
Fou internacional amb la selecció de futbol de Burkina Faso. Pel que fa a clubs, destacà a Vitesse Arnhem.
Trajectòria com a entrenador:
- 2013–2014: Santos FC Ouagadougou[4]
- 2015–: ASF Bobo Dioulasso[5]